# Klimov TV7-117
TV7-117 là loại động cơ máy bay tuốc bin cánh quạt sử dụng cho các máy bay vận chuyển hành khách (45-65 hành khách) do hãng Klimov của Nga phát triển và chế tạo. Nó được giới thiệu năm 1997 với kế hoạch nâng cao công suất của các chiếc Il-114. TV7-117 được xem là loại động cơ có hiệu quả kinh tế cao khi nó sử dụng nhiên liệu một cách hiệu quả với chu kỳ nhiệt động lực học sử dụng hết 99% nhiên liệu khi hoạt động. Ngoài ra nó có độ tin cậy cao cũng như thời gian sử dụng lâu.
Động cơ được thiết kế dạng khối với 9 phần có thể dễ dàng tháo lắp giúp dễ dàng thay thế các phần khi cần thiết cũng như giảm chi phí và thời gian bảo trì và sửa chữa. Động cơ còn được trang bị hệ thống điều khiển điện tử và thủy cơ học để tăng độ tin cậy của động cơ, khi hệ thống điện tử bị trục trặc nó sẽ tự động chuyển sang chế độ thủy cơ học để điều tiết nhiên liệu trong suốt chuyến bay. Một hệ thống theo dõi khác ghi nhận lại các thông số trong chuyến bay lưu lại các trục trặc có thể xảy ra trong động cơ giúp cho các kỹ sư dễ dàng hơn trong việc sửa chữa sau khi bay.
TV7-117 thường được lắp trên các máy bay vận tải cánh quạt mới của Nga như Ilyushin Il-112, MiG-110 và Tu-136. Ngoài ra Klimov còn phát triển loại động cơ này thành động cơ tuốc bin trục để gắn tên các trực thăng như Mil Mi-8 và Mil Mi-17 thay thế các động cơ TV3-117 cũ kỹ.